# Equihash
Equihash是挖矿算法。相比于比特币，Zcash在挖矿算法方面进行了修改。比特币常使用的挖矿算法是SHA256。Equihash算法由Alex Biryukov 和 Dmitry Khovratovich联合发明，其理论依据是一个著名的计算法科学及密码学问题——广义生日悖论问题。